# Вооружённые силы Мозамбика
Вооружённые силы Мозамбика (порт. Forças Armadas de Defesa de Moçambique) — военная организация Мозамбика, предназначенная для обороны Республики, защиты свободы и независимости Мозамбика, одно из важнейших орудий политической власти.

## История
На протяжении длительного времени Мозамбик являлся колонией Португалии, создание регулярных вооружённых сил началось после завершения войны за независимость в 1975 году.
Весной 1978 года правительством был принят закон о всеобщей воинской обязанности, в соответствии с которым с 1 мая 1978 года началось комплектование вооружённых сил по призыву.
В августе 1981 года военнослужащие-спортсмены из Мозамбика приняли участие в спартакиаде СКДА в Венгрии, а в 1983 году вооружённые силы Мозамбика стали участником СКДА.
Мозамбик в 1970-е — 1980-е годы входил в число верных союзников СССР в Африке, получив от него большое количество боевой техники. Благодаря этому марксистское правительство одержало победу в многолетней гражданской войне в стране. После распада СССР поставки оружия в Мозамбик полностью прекратились, большая часть советской техники вышла из строя. Средств на закупки новых вооружений у страны нет, поэтому вооруженные силы в состоянии постепенной деградации.

## Общие сведения
| Вооружённые силы Мозамбика                                      | Вооружённые силы Мозамбика |
| --------------------------------------------------------------- | --- |
| Виды вооружённых сил:                                           | Вооружённые силы Мозамбика Сухопутные войска Морские силы (включая морскую пехоту) (порт. Marinha de Guerra de Mocambique) Военно-воздушные силы (порт. Forca Aerea de Mocambique) |
| Призывной возраст и порядок комплектования:                     | Вооружённые силы Мозамбика комплектуются на призывной основе лицами мужского пола. Регистрация на военную службу является обязательной для всех мужчин и женщин в возрасте 18 лет, с 18 до 35 лет осуществляется призыв для селективной обязательной военной службы; с 18 лет возможно добровольное прохождение службы; срок службы по призыву составляет 2 года; женщины могут служить в качестве офицеров. |
| Человеческие ресурсы, доступные для воинской службы:            | мужчины в возрасте 16-49: 4 613 367 (2010 оценочно) |
| Человеческие ресурсы, пригодные для воинской службы:            | мужчины в возрасте 16-49: 2 677 473 женщины в возрасте 16-49: 2 941 073 (2010 оценочно) |
| Человеческие ресурсы, ежегодно достигающие призывного возраста: | мужчины: 274 602 женщины: 280 008 (2010 оценочно) |
| Военные расходы — процент от ВВП:                               | 0,8 % (2006) 144 место в мире |

Вооружённые силы преследуют цель защиты территориальной целостности и внутренней безопасности, а также борьбы с пиратством и работорговлей. После заключения мирного соглашения в 2014 году, повстанцы RENAMO объявили в мае 2017 года о бессрочном продлении режима прекращения боевых действий. Старшие руководители RENAMO, как сообщается, хотят, чтобы их личный состав получил должности в вооружённых силах как часть общего мирного соглашения. Сильный экономический рост пережил замедление в 2016 году в связи с открытием ранее нераскрытого долга, хотя эксплуатация запасов газа может позволить увеличить оборонное финансирование в будущем. Соглашение об оборонном сотрудничестве с Китаем, подписанное в августе 2016 года, предусматривало двустороннее обучение. Патрульные корабли по заказу из Франции начали поставляться в 2016 году.
Сообщается, что Россия и Мозамбик подписали соглашение соглашение о сотрудничестве в области обороны, вступившее в силу в середине 2016 года. Уровень исправности оборудования остается неясным,  но совместные антипиратские патрули с Южной Африкой предоставили мозамбикским войскам опыт, хотя они и играли там второстепенную роль. Вооружённые силы не имеют возможности развёртывания за пределами границ Мозамбика без посторонней помощи.
В 2017 году оборонный бюджет составлял 5,97 миллиардов мозамбикских метикалов (91 млн долларов США) при ВВП 809 млрд мозамбикских метикалов (12,3 млрд долларов США) — 0,74% от ВВП. Молодёжь до 19 лет составляет 56,4 % от всего населения страны.

## Организационная структура
Вооружённые силы Мозамбика состоят из Генерального штаба, Сухопутных войск, Военно-морских сил, Военно-воздушных сил Мозамбика.

### Сухопутные войска
Сухопутные войска на 2018 год насчитывают около 10 тыс. человек. Сухопутные войска не имеют армейских соединений и включают только батальоны: 3 батальона специального назначения, 7 лёгких пехотных батальонов, до 3 артиллерийских дивизионов, 2 инженерных батальона, 1 батальон тылового обеспечения. Вооружение и военная техника: 
- Бронетехника: 54 Т-54, 326 БТР (430 БРДМ-1/-2, 30 FV430, 160 БТР-60, 100 БТР-152, AT-105 Saxon, 11 MRAP Casspir);
- Артиллерия: ПТ-средства (ПТРК Малютка, Фагот, безоткатные орудия B-10, 24 B-12, 6 противотанковых пушек Д-48, 12 полевых пушек Д-44), 126 артиллерийских систем (20 100-мм полевых пушек БС-3, 12 105-мм гаубиц М101, 12 122-мм гаубиц Д-30, 6 130-мм пушек М-46, 12 152-мм гаубиц Д-1, 12 РСЗО «Град», 40 82-мм миномёта М-43, 12 120-мм миномётов M-43).
- ПВО: 20 57-мм ЗСУ-57-2, 270 буксируемых орудий (20-мм М-55, 120 23-мм ЗУ-23, 90 37-мм 61-К (10 на хранении), 60 57-мм С-60 (30 единиц на хранении), 20 ПЗРК «Стрела-2» (ещё 230 на хранении).

Вся техника на вооружении сухопутных войск сильно устарела, поэтому количество реально боеспособной техники может быть значительно меньше, чем приведенные цифры.

### Военно-морские силы
ВМС на 2018 год насчитывают 200 военнослужащих и 6 патрульных катеров 2 DV 15, 3 HSI 32, 1 Pebane (бывший испанский ESP Conjera)..

### Военно-воздушные силы
ВВС на 2018 год насчитывают 1000 военнослужащих и имеют 8 истребителей МиГ-21 (6 МиГ-21бис, 2 МиГ-21УБ; еще до 21 МиГ-21бис, 2 МиГ-21УБ на хранении). До 14 МиГ-17 на хранении. При этом боеспособность даже самолётов, числящихся в строю, сомнительна.
Имеются 2 разведывательных самолёта FTB-337G, 6 лёгких транспортных самолётов (1 английский Hawker-850XP, 1 РА-34 Seneca, 2 Cessna-172, 2 Cessna-150B, 1 Ан-26); 3—5 многоцелевых вертолётов Ми-8, 2 боевых Ми-24.